# NGC 5730
NGC 5730 este o galaxie spirală situată în constelația Boarul. A fost descoperită în 9 aprilie 1787 de către William Herschel. Se află la o distanță de 35,97 de megaparseci de Pământ.